# (8502) Bauhaus
(8502) Bauhaus (1990 TR12) – planetoida z grupy pasa głównego asteroid okrążająca Słońce w ciągu 5,17 lat w średniej odległości 2,99 au. Odkryta 14 października 1990 roku.